# Saint Thomas (parish i Barbados)
Saint Thomas är en parish i Barbados. Den ligger i den centrala delen av landet. Antalet invånare är 11 850. Arean är 34 kvadratkilometer.
Terrängen i Saint Thomas är platt åt sydost, men åt nordväst är den kuperad.
Omgivningarna runt Saint Thomas är en mosaik av jordbruksmark och naturlig växtlighet.